# Kellerberrin Shire
Koordinaten: 31° 37′ S, 117° 42′ O

Das Shire of Kellerberrin ist ein lokales Verwaltungsgebiet (LGA) im australischen Bundesstaat Western Australia. Das Gebiet ist 1915 km² groß und hat etwa 1140 Einwohner (2021).
Kellerberrin liegt im westaustralischen „Weizengürtel“ im Zentrum des Staats etwa 180 Kilometer östlich der Hauptstadt Perth. Das Shire hat acht Ortschaften und Ortsteile: Baandee, North Baandee, Daadenning Creek, Doodlakine, South Doodlakine, Kellerberrin, North Kellerberrin und Mount Caroline. Der Sitz des Shire Councils befindet sich in der Ortschaft Kellerberrin, wo etwa 800 Einwohner leben (2021).

## Verwaltung
Der Kellerberrin Council hat sieben Mitglieder. Sie werden von allen Bewohnern der LGA gewählt. Kellerberrin ist nicht in Bezirke unterteilt. Aus dem Kreis der Councillor rekrutiert sich auch der Ratsvorsitzende und Shire President.